# Березанское сельское поселение
Березанское сельское поселение — муниципальное образование в Выселковском районе Краснодарского края России.
В рамках административно-территориального устройства Краснодарского края ему соответствует Березанский сельский округ.
Административный центр — станица Березанская.

## География
Березанское поселение находится к северу от станицы Выселки, в бассейне реки Бейсуг. Территория Березанского сельского поселения – 210,7 км².

## Население
| 2010  | 2012  | 2013  | 2014  | 2015  | 2016  | 2017  |
| ----- | ----- | ----- | ----- | ----- | ----- | ----- |
| 9437  | ↘9386 | ↘9327 | ↘9293 | ↘9210 | ↘9160 | ↘9111 |
| 2018  | 2019  | 2020  | 2021  | 2023  |       |       |
| ↘9022 | ↘8877 | ↘8780 | ↘8340 | ↘8177 |       |       |

## Населённые пункты
В состав сельского поселения (сельского округа) входят 3 населённых пункта:
| № | Населённый пункт | Тип населённого пункта | Население (чел.) |
| - | ---------------- | ---------------------- | ---------------- |
| 1 | Березанская      | станица                | ↘6272            |
| 2 | Заречный         | посёлок                | ↘1761            |
| 3 | Заря             | село                   | ↗708             |

## История
Березанское сельское поселение было образовано в 2006 году в границах Березанского сельского округа (ранее — сельсовета).